# Worldbuilding

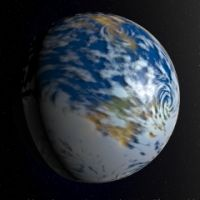
Svět vygenerovaný renderováním

Worldbuilding, conworlding či světotvorba je akt tvoření fiktivního světa, někdy i celého fiktivního vesmíru.
 Termín „worldbuilding“ se zpopularizoval na workshopu spisovatelů sci-fi v 70. letech. Vytvoření imaginárního prostředí s ucelenými vlastnostmi jako: historie, geografie, a ekologie je klíčové pro autory sci-fi či fantasy. Worldbuilding často zahrnuje tvorbu map, příběhového pozadí, a lidstva. Vytvořené fiktivní světy mohou obohatit příběhové pozadí a historii, proto je dobré přehodnotit práci během dokončování dílčích prací. Vytvořené fiktivní světy mohou sloužit pro osobní zábavu, duševní terapii nebo pro určité tvůrčí úsilí, jako jsou: romány, počítačové hry či hry na hrdiny.

## Metody
Worldbuilding využívá ke tvorbě indukční nebo dedukční metodu, nejčastěji kombinaci obou.
V indukční metodě (angl. inside-out; bottom-up) se tvůrce zaměřuje nejdříve na detaily světa, které jsou pro jeho využití důležité a následovně postupuje k obecnostem. Nejdříve autor vytváří například místní zeměpis, kulturu, sociální strukturu, státní moc, politiku, obchod a dějiny. Mohou být popsáni významní místní jednotlivci a vztahy mezi nimi. Čím jsou okolní oblasti dále od počátečního místa, tím méně detailně jsou popisovány. Tato metoda umožňuje téměř okamžité využití vytvořeného světa. Nicméně se mohou objevit určité nesrovnalosti.
V dedukční metodě (angl. outside-in; top-down) se tvůrce zaměřuje nejdříve na všeobecný přehled o světě a stanoví jeho obecné vlastnosti jako: světová populace, úroveň technologie, hlavní geografické rysy, podnebí a dějiny. Z toho poté tvůrce rozvíjí zbytek světa přidáváním detailů. Tento způsob může zahrnovat tvorbu světových základů, následované úrovněmi, jako kontinenty, civilizace, národy, města a vesnice. Svět vytvořený tímto způsobem je velmi dobře sjednocený a všechny dílčí části do sebe zapadají. Avšak tvorba může být velmi náročná, než se dospěje k takovým detailům, které jsou potřebné pro cílový příběh.
Pokud tvůrce zkombinuje oba způsoby, může využít všechny jejich výhody. Protože při tvorbě vychází z obou metod, je tvorba náročnější.

## Vytvořené světy v literatuře
Mezi nejznámější literární díla, populární i v českých překladech, ve kterých jsou vytvořeny světy, patří série románů o Zeměploše Terryho Pratchetta a díla J. R Tokliena (Pán prstenů).